# Pseudohyaleucerea sanguiceps
Pseudohyaleucerea sanguiceps là một loài bướm đêm thuộc phân họ Arctiinae, họ Erebidae.